# Antonietta di Sassonia-Coburgo-Saalfeld
Antonietta di Sassonia-Coburgo-Gotha (nome completo Antonietta Ernestina Amalia di Sassonia-Coburgo-Gotha) (Coburgo, 28 agosto 1779 – San Pietroburgo, 14 marzo 1824) fu un membro del casato dei Wettin: nata principessa di Sassonia-Coburgo-Saalfed divenne, per matrimonio, duchessa del Württemberg.

## Biografia

### Infanzia

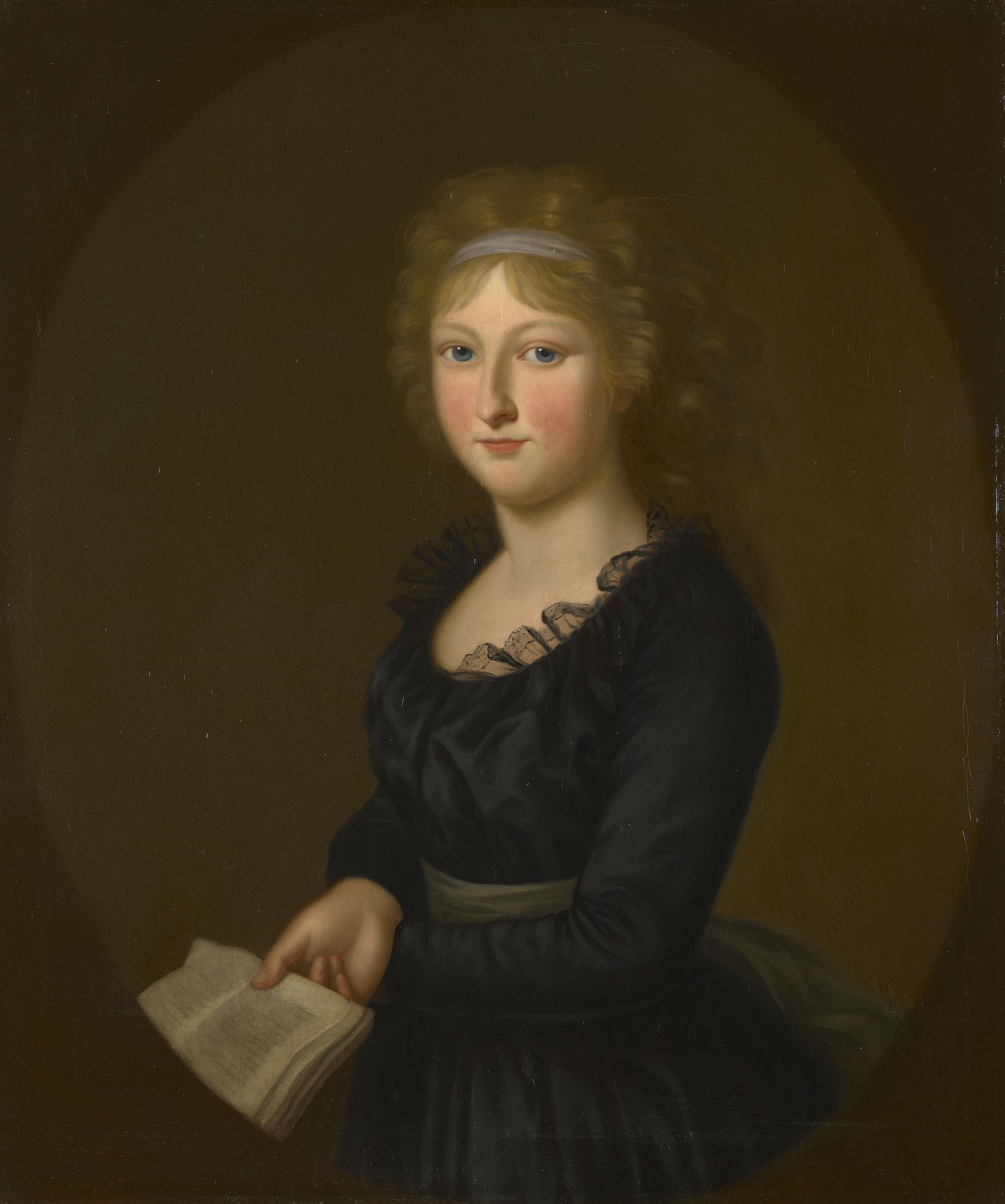
Antonietta ritratta in tenera età da Élisabeth Vigée Le Brun

Antonietta era la seconda dei dieci figli del duca Francesco Federico di Sassonia-Coburgo-Saalfeld, e della sua seconda moglie, la principessa Augusta di Reuss-Ebersdorf.
Era la sorella maggiore del re Leopoldo I del Belgio e zia sia della regina Vittoria del Regno Unito che del marito di lei, il principe consorte Alberto di Sassonia-Coburgo-Gotha.

### Viaggio in Russia

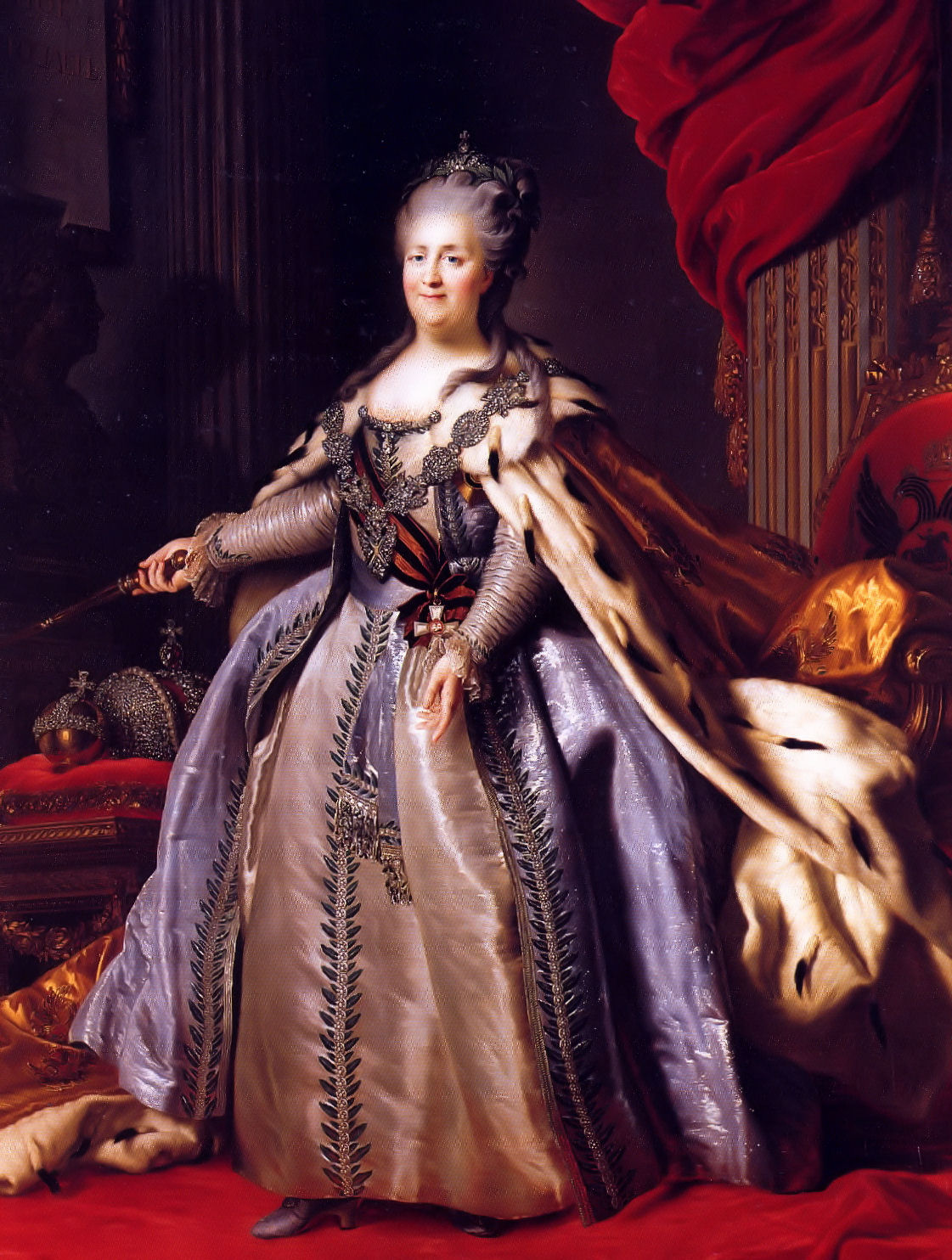
Caterina II di Russia in un dipinto del 1780.

Antonietta venne considerata dall'imperatrice Caterina II come una possibile sposa per il granduca Konstantin. Il 6 ottobre 1795, Antonietta, insieme alla madre e alle sorelle Sofia e Giuliana, arrivò a San Pietroburgo. La duchessa e le sue figlie furono presentate a Konstantin e all'intera famiglia imperiale.
Tutti, inclusa l'imperatrice, riconobbero la bellezza delle principesse Coburgo. Durante il soggiorno degli ospiti, sono state organizzate molte escursioni diverse in modo che Konstantin Pavlovič potesse conoscerle meglio. Trascorsero il loro tempo assistendo a ricevimenti, spettacoli, balli e girovagando per la città. La duchessa Augusta scrisse che il granduca “le ha parlato ininterrottamente; ma con le ragazze non ho avuto il coraggio di dire una parola ". Dopo 3 settimane, il granduca fece la sua scelta a favore di Giuliana. Il 5 novembre la duchessa Augusta e le sue figlie ricevettero doni in diamanti dall'imperatrice: collane, orecchini e anelli. Inoltre, ciascuna delle principesse ha ricevuto un conto di 50.000 rubli e la duchessa di 80.000. Il giorno successivo, la duchessa e le sue figlie salutarono la famiglia imperiale e lasciarono San Pietroburgo la mattina del 7 novembre.

### Matrimonio

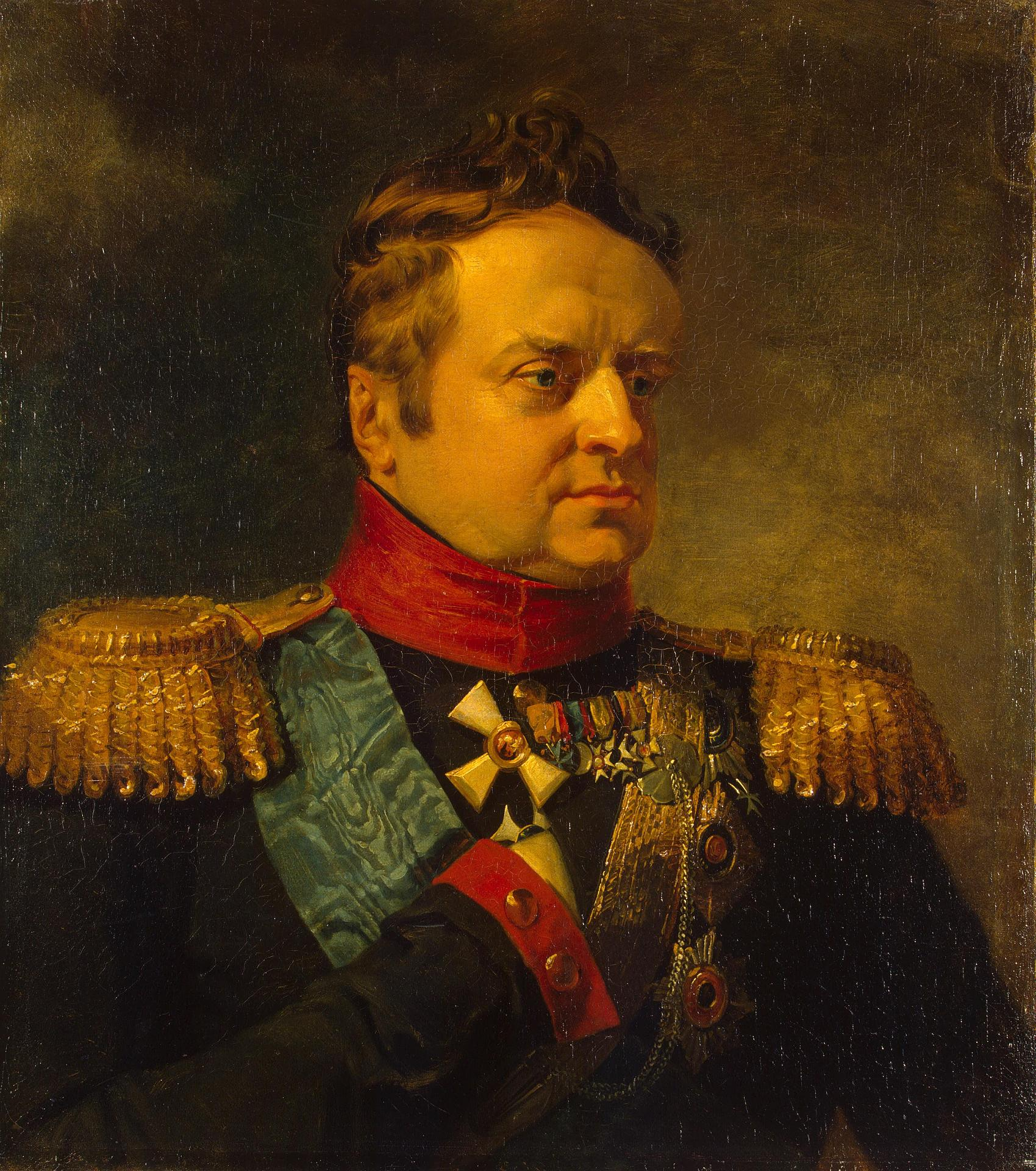
Alessandro Federico di Württemberg

Sposò, il 17 novembre 1798 a Coburgo, il duca Alessandro Federico di Württemberg, figlio di Federico II Eugenio di Württemberg e di Federica Dorotea di Brandeburgo-Schwedt. Il duca era il fratello dell'imperatrice Maria Feodorovna e lo zio di Konstantin Pavlovič. Dopo che il duca Alessandro fu ammesso nell'esercito russo con il grado di tenente generale il 7 maggio 1800, l'intera famiglia lo seguì in Russia. Si stabilirono in Curlandia al Grunhof.
Ebbero cinque figli, e sono i capostipiti dell'attuale ramo cattolico della casa di Württemberg.
La duchessa ha preso parte attiva alla vita della famiglia imperiale. Era molto amichevole con l'imperatrice Elizaveta Alekseevna. Nel conflitto tra la granduchessa sua sorella e Konstantin Pavlovič, sostenne il Granduca, definendo sua sorella in una delle sue lettere "una vergogna di famiglia". Nel 1817, lei e sua figlia Maria furono tra coloro che incontrarono la principessa Carlotta di Prussia, la sposa del Granduca Nikolaj Pavlovič. Nel periodo 1819-1821, la duchessa Antonietta e la sua famiglia fecero un lungo viaggio in Germania e in Austria. Al loro ritorno, si stabilirono a San Pietroburgo.

### Morte

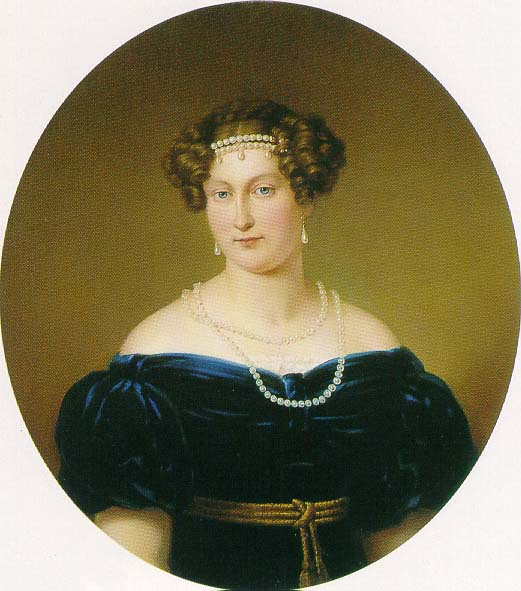
Antonietta di Sassonia-Coburgo-Saalfeld

Morì il 14 marzo 1824 a San Pietroburgo. Fu sepolta cripta reale del Castello Friedensstein, nel Gotha, accanto al marito.

## Discendenza
Antonietta e Alessandro Federico di Württemberg ebbero cinque figli:
- Antonietta Federica Augusta Maria (17 settembre 1799-24 settembre), sposò lo zio Ernesto I di Sassonia-Coburgo-Gotha;
- Paolo Carlo Costantino (24 ottobre 1800-7 settembre 1802);
- Federico Guglielmo Alessandro (20 dicembre 1804-28 ottobre 1881), duca di Württemberg, sposò Maria d'Orléans;
- Ernesto Alessandro Costantino (11 agosto 1807-26 ottobre 1868), duca di Württemberg, sposò Natalia Eschhorn von Grünhof;
- Federico Guglielmo Ferdinando (29 aprile 1810-25 aprile 1815).

## Ascendenza
|                                                 |                                 |                                             | Genitori                                      |  |  | Nonni |  |  | Bisnonni                                      |  |  | Trisnonni                                     |  |
|                                                 |                                 |                                             |                                               |  |  |       |  |  | Francesco Giosea di Sassonia-Coburgo-Saalfeld |  |  | Giovanni Ernesto di Sassonia-Coburgo-Saalfeld |  |
|                                                 |                                 |                                             |                                               |  |  |       |  |  | Francesco Giosea di Sassonia-Coburgo-Saalfeld |  |  | Giovanni Ernesto di Sassonia-Coburgo-Saalfeld |  |
|                                                 |                                 | Carlotta Giovanna di Waldeck-Wildungen      |                                               |  |  |       |  |  | Francesco Giosea di Sassonia-Coburgo-Saalfeld |  |  |                                               |  |
| Ernesto Federico di Sassonia-Coburgo-Saalfeld   |                                 |                                             |                                               |  |  |       |  |  | Francesco Giosea di Sassonia-Coburgo-Saalfeld |  |  |                                               |  |
|                                                 |                                 | Anna Sofia di Schwarzburg-Rudolstadt        | Luigi Federico I di Schwarzburg-Rudolstadt    |  |  |       |  |  |                                               |  |  |                                               |  |
|                                                 |                                 | Anna Sofia di Schwarzburg-Rudolstadt        | Luigi Federico I di Schwarzburg-Rudolstadt    |  |  |       |  |  |                                               |  |  |                                               |  |
|                                                 |                                 | Anna Sofia di Schwarzburg-Rudolstadt        | Anna Sofia di Sassonia-Gotha-Altenburg        |  |  |       |  |  |                                               |  |  |                                               |  |
| Francesco Federico di Sassonia-Coburgo-Saalfeld |                                 | Anna Sofia di Schwarzburg-Rudolstadt        |                                               |  |  |       |  |  |                                               |  |  |                                               |  |
|                                                 |                                 | Ferdinando Alberto II di Brunswick-Lüneburg | Ferdinando Alberto I di Brunswick-Lüneburg    |  |  |       |  |  |                                               |  |  |                                               |  |
|                                                 |                                 | Ferdinando Alberto II di Brunswick-Lüneburg | Ferdinando Alberto I di Brunswick-Lüneburg    |  |  |       |  |  |                                               |  |  |                                               |  |
|                                                 |                                 | Ferdinando Alberto II di Brunswick-Lüneburg | Cristina d'Assia-Eschwege                     |  |  |       |  |  |                                               |  |  |                                               |  |
| Sofia Antonia di Brunswick-Wolfenbüttel         |                                 | Ferdinando Alberto II di Brunswick-Lüneburg |                                               |  |  |       |  |  |                                               |  |  |                                               |  |
|                                                 |                                 | Antonietta Amalia di Brunswick-Wolfenbüttel | Luigi Rodolfo di Brunswick-Lüneburg           |  |  |       |  |  |                                               |  |  |                                               |  |
|                                                 |                                 | Antonietta Amalia di Brunswick-Wolfenbüttel | Luigi Rodolfo di Brunswick-Lüneburg           |  |  |       |  |  |                                               |  |  |                                               |  |
|                                                 |                                 | Antonietta Amalia di Brunswick-Wolfenbüttel | Cristina Luisa di Oettingen-Oettingen         |  |  |       |  |  |                                               |  |  |                                               |  |
| Antonietta di Sassonia-Coburgo-Saalfeld         |                                 | Antonietta Amalia di Brunswick-Wolfenbüttel |                                               |  |  |       |  |  |                                               |  |  |                                               |  |
|                                                 | Enrico XXIII di Reuss-Ebersdorf | Enrico X di Reuss-Lobenstein                |                                               |  |  |       |  |  |                                               |  |  |                                               |  |
|                                                 | Enrico XXIII di Reuss-Ebersdorf | Enrico X di Reuss-Lobenstein                |                                               |  |  |       |  |  |                                               |  |  |                                               |  |
|                                                 | Enrico XXIII di Reuss-Ebersdorf | Erdmuthe Benigna di Solms-Laubach           |                                               |  |  |       |  |  |                                               |  |  |                                               |  |
| Enrico XXIV di Reuss-Ebersdorf                  | Enrico XXIII di Reuss-Ebersdorf |                                             |                                               |  |  |       |  |  |                                               |  |  |                                               |  |
|                                                 |                                 | Sofia Teodora di Castell-Remlingen          | Wolfgang Dietrich di Castell-Castell          |  |  |       |  |  |                                               |  |  |                                               |  |
|                                                 |                                 | Sofia Teodora di Castell-Remlingen          | Wolfgang Dietrich di Castell-Castell          |  |  |       |  |  |                                               |  |  |                                               |  |
|                                                 |                                 | Sofia Teodora di Castell-Remlingen          | Dorotea Renata di Sinzendorf                  |  |  |       |  |  |                                               |  |  |                                               |  |
| Augusta di Reuss-Ebersdorf                      |                                 | Sofia Teodora di Castell-Remlingen          |                                               |  |  |       |  |  |                                               |  |  |                                               |  |
|                                                 |                                 | Giorgio Augusto di Erbach-Schönberg         | Giorgio Alberto II di Erbach-Fürstenau        |  |  |       |  |  |                                               |  |  |                                               |  |
|                                                 |                                 | Giorgio Augusto di Erbach-Schönberg         | Giorgio Alberto II di Erbach-Fürstenau        |  |  |       |  |  |                                               |  |  |                                               |  |
|                                                 |                                 | Giorgio Augusto di Erbach-Schönberg         | Anna Dorotea Cristina di Hohenlohe-Waldenburg |  |  |       |  |  |                                               |  |  |                                               |  |
| Carolina Ernestina di Erbach-Schönberg          |                                 | Giorgio Augusto di Erbach-Schönberg         |                                               |  |  |       |  |  |                                               |  |  |                                               |  |
|                                                 |                                 | Ferdinanda Enrichetta di Stolberg-Gedern    | Ludovico Cristiano di Stolberg-Gedern         |  |  |       |  |  |                                               |  |  |                                               |  |
|                                                 |                                 | Ferdinanda Enrichetta di Stolberg-Gedern    | Ludovico Cristiano di Stolberg-Gedern         |  |  |       |  |  |                                               |  |  |                                               |  |
|                                                 |                                 | Ferdinanda Enrichetta di Stolberg-Gedern    | Cristina di Meclemburgo-Güstrow               |  |  |       |  |  |                                               |  |  |                                               |  |
|                                                 |                                 | Ferdinanda Enrichetta di Stolberg-Gedern    |                                               |  |  |       |  |  |                                               |  |  |                                               |  |